# 焦磷酸锰(III)铵
焦磷酸锰(III)铵是一种无机化合物，化学式为NH4MnP2O7，其中锰元素为+3价。它可由加热Mn2O3、磷酸氢二铵和磷酸的混合物制备。它也是一种著名的无机颜料。

## 化学结构
焦磷酸锰(III)铵有α-和β型两种结构，两种结构很相似。Mn(III)中心有扭曲的八面体位点，被焦磷酸根配体的6个氧原子所环绕.